# Christian Geelmuyden
Christian Torber Hegge Geelmuyden, född den 16 oktober 1816 i Trondhjem, död den 13 maj 1885, var en norsk sjöofficer. Han var bror till Ivar Geelmuyden och far till Hans Geelmuyden.
Geelmuyden blev 1836 löjtnant i marinen och studerade de följande åren vid bergverket i Falun och kanongjuterierna på Finspång och Stavsjö. Från 1841 var han under flera år lärare vid sjökadettinstitutet, sedermera "bestyrer" för tekniska skolan i Horten och därefter en kort tid för den 1870 inrättade polytekniska skolan i Trondhjem. År 1874 blev han kommendör i flottan, tjänstgjorde från 1876 i flottans stab och blev 1882 chef för Karl Johansværns varv och hantverkarkåren. Åren 1857–1858 samt 1864 var han medlem av stortinget. Geelmuyden inlade stora förtjänster som lärare, skolföreståndare och författare av teknologiska skrifter, bland annat Lærebog i Navigationen (1845; flera upplagor).